# Sviatohirsk
Sviatohirsk (em ucraniano:  Святогі́рськ) ou Svyatogorsk (em russo:  Святого́рск) é uma cidade da Ucrânia, situada no Oblast de Donetsk. Tem 8,26 km² de área e sua população em 2020 foi estimada em 4.369 habitantes.
Devido à invasão da Ucrânia pela Rússia, somente 650 pessoas moravam em Sviatohirsk no fim de 2022. Mais de uma centena de pessoas voltaram para a cidade desde que ela foi liberada do controle russo pelas Forças Armadas da Ucrânia.